# Marek Schwarz
Marek Schwarz (* 1. April 1986 in Mladá Boleslav, Tschechoslowakei) ist ein tschechischer Eishockeytorwart, der seit Mai 2020 erneut beim BK Mladá Boleslav unter Vertrag steht und seit 2022 in der zweiten Mannschaft des Klubs in der Krajska hokejova liga, der vierten tschechischen Spielklasse spielt.

## Karriere
Marek Schwarz begann seine Karriere als Eishockeyspieler in seiner Heimatstadt in der Nachwuchsabteilung des BK Mladá Boleslav, in der er bis 2001 aktiv war. Anschließend wechselte er in den Juniorenbereich des HC Sparta Prag, für dessen Profimannschaft der Torwart in der Saison 2002/03 sein Debüt in der tschechischen Extraliga gab. In der Saison 2003/04 begann er zunächst erneut beim HC Sparta Prag, spielte im weiteren Saisonverlauf jedoch auch für die Extraliga-Rivalen HC Lasselsberger Plzeň und HC Oceláři Třinec sowie als Leihspieler für seinen Ex-Klub BK Mladá Boleslav, für den er in einem Spiel in der 1. Liga, der zweiten tschechischen Spielklasse, zwischen den Pfosten stand. Die Saison 2004/05 verbrachte er bei den Vancouver Giants, die ihn beim CHL Import Draft 2016 in der ersten Runde an insgesamt 40. Position gezogen hatten, in der kanadischen Juniorenliga Western Hockey League, nachdem er zuvor im NHL Entry Draft 2004 in der ersten Runde als insgesamt 17. Spieler von den St. Louis Blues ausgewählt worden war.
Zur Saison 2005/06 kehrte Schwarz zum HC Sparta Prag in die Extraliga zurück. Mit seiner Mannschaft wurde er als Ersatztorwart erstmals Tschechischer Meister. Zudem lief er als Leihspieler in vier Partien für den Zweitligisten HC Berounští Medvědi auf. Von 2006 bis 2009 stand er bei seinem Draftverein St. Louis Blues unter Vertrag, für den er insgesamt sechs Mal in der National Hockey League auflief. Größtenteils spielte er jedoch für deren Farmteam Peoria Rivermen in der American Hockey League sowie in 19 Spielen für die Alaska Aces in der ECHL. Gegen Ende der Saison 2008/09 wechselte er zu seinem Heimatverein BK Mladá Boleslav, der in der Zwischenzeit wieder in die Extraliga aufgestiegen war. Für das Team spielte er in den folgenden zweieinviertel Jahren als Stammtorwart. Zur Saison 2011/12 wurde der Tscheche von TPS Turku aus der finnischen SM-liiga verpflichtet. Dort kam er in der Hauptrunde regelmäßig zum Einsatz, kehrte jedoch im Anschluss an die Spielzeit ein weiteres Mal zum HC Sparta Prag zurück.
Im Januar 2013 tauschten die Bílí Tygři Liberec und der HC Sparta ihre Torhüter, so dass Schwarz nach Liberec und Marek Pinc nach Prag wechselte. Bei den Weißen Tigern aus Liberec spielte er bis 2016 und wurde parallel beim HC Benátky nad Jizerou in der 1. Liga eingesetzt. 2016 gewann er mit Liberec seinen zweiten tschechischen Meistertitel. Anschließend erhielt er keinen neuen Vertrag bei den Tigern und wechselte zu Orli Znojmo in die Österreichische Eishockey-Liga. 2018 kehrte er nach Liberec zurück, wurde aber überwiegend wieder in Benátky nad Jizerou eingesetzt. 2020 wechselte er dann in seine Geburtsstadt zurück, wurde aber zeitweilig an den HC Slovan Ústí nad Labem aus der 1. Liga ausgeliehen. Seit 2022 spielt er für die zweite Mannschaft des BK Mladá in der Krajska hokejova liga, der vierten tschechischen Spielklasse.

### International
Für Tschechien nahm Schwarz im Juniorenbereich an den U18-Junioren-Weltmeisterschaften 2003 und 2004 sowie den U20-Junioren-Weltmeisterschaften 2004, 2005 und 2006 teil. Bei der U18-WM 2004 und der U20-WM 2005 erhielt er mit seiner Mannschaft jeweils die Bronzemedaille. Auch er selbst erhielt zahlreiche individuelle Auszeichnungen bei Junioren-Weltmeisterschaften, so wurde er bei beiden Medaillengewinnen zum besten Torwart des Turniers gewählt sowie bei der U20-WM 2005 in das All-Star Team.
Im Seniorenbereich stand er in den Jahren 2010 und 2011 im Aufgebot seines Landes bei der Euro Hockey Tour.

## Erfolge und Auszeichnungen
- 2006 Tschechischer Meister mit dem HC Sparta Prag
- 2007 AHL All-Star Classic
- 2016 Tschechischer Meister mit den Bílí Tygři Liberec

### International
| - 2003 Beste Fangquote bei der U18-Junioren-Weltmeisterschaft - 2004 Bronzemedaille bei der U18-Junioren-Weltmeisterschaft - 2004 Bester Torwart der U18-Junioren-Weltmeisterschaft - 2004 Niedrigster Gegentorschnitt bei der U18-Junioren-Weltmeisterschaft - 2004 Beste Fangquote bei der U18-Junioren-Weltmeisterschaft | - 2005 Bronzemedaille bei der U20-Junioren-Weltmeisterschaft - 2005 All-Star Team bei der U20-Junioren-Weltmeisterschaft - 2005 Bester Torwart der U20-Junioren-Weltmeisterschaft - 2005 Beste Fangquote bei der U20-Junioren-Weltmeisterschaft |

## Karrierestatistik

### International
Vertrat Tschechien bei:
| - U18-Junioren-Weltmeisterschaft 2003 - U20-Junioren-Weltmeisterschaft 2004 - U18-Junioren-Weltmeisterschaft 2004 | - U20-Junioren-Weltmeisterschaft 2005 - U20-Junioren-Weltmeisterschaft 2006 |

(Legende zur Torhüterstatistik: GP oder Sp = Spiele insgesamt; W oder S = Siege; L oder N = Niederlagen; T oder U oder OT = Unentschieden oder Overtime- bzw. Shootout-Niederlage; Min. = Minuten; SOG oder SaT = Schüsse aufs Tor; GA oder GT = Gegentore; SO = Shutouts; GAA oder GTS = Gegentorschnitt; Sv% oder SVS% = Fangquote; EN = Empty Net Goal; 1 Play-downs/Relegation; Kursiv: Statistik nicht vollständig)